# Cerasus sargentii
Cerasus sargentii là loài thực vật có hoa trong họ Hoa hồng. Loài này được (Rehder) H. Ohba mô tả khoa học đầu tiên năm 1992.